# 幸手站

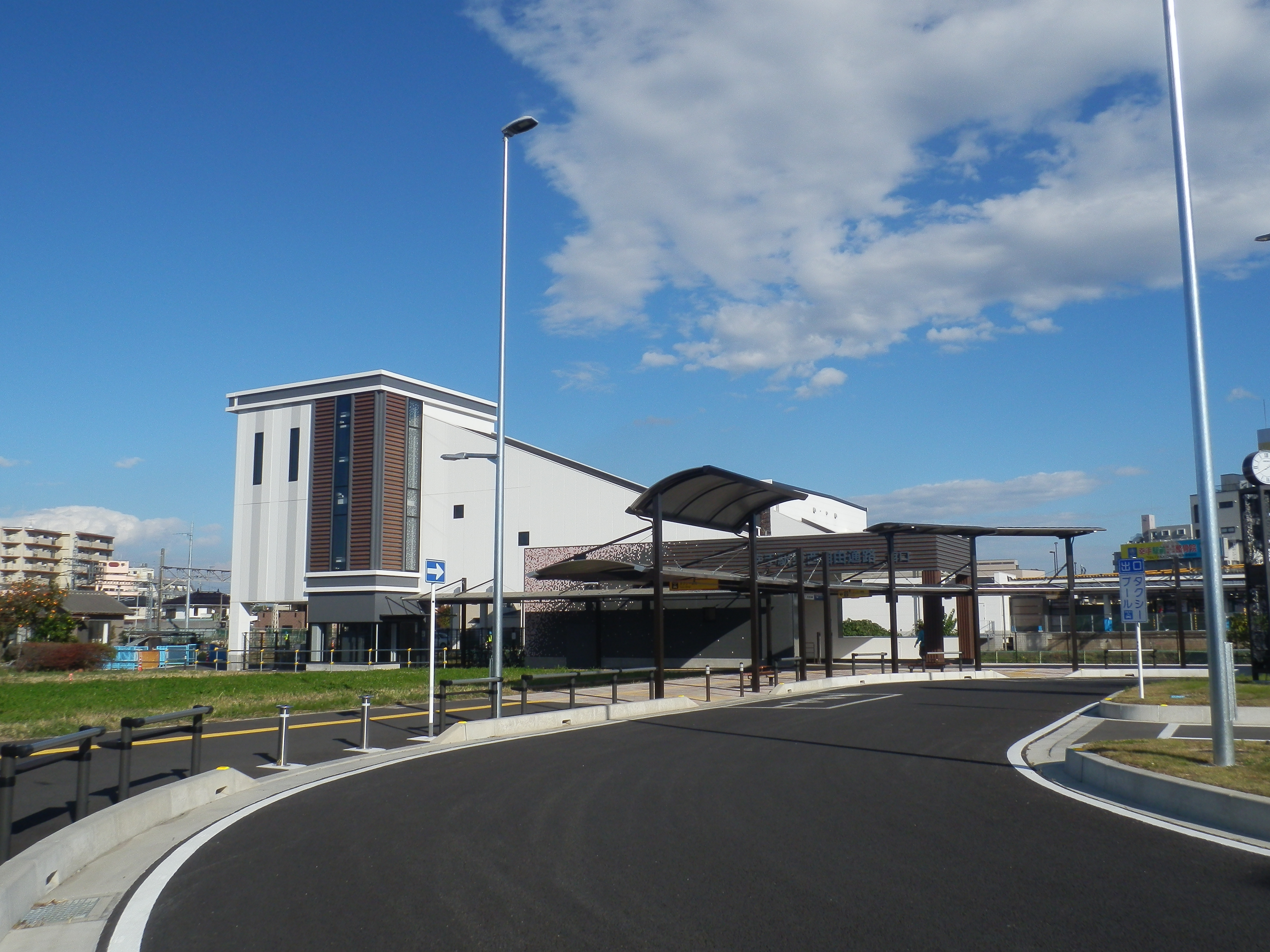
西口（2019年11月）

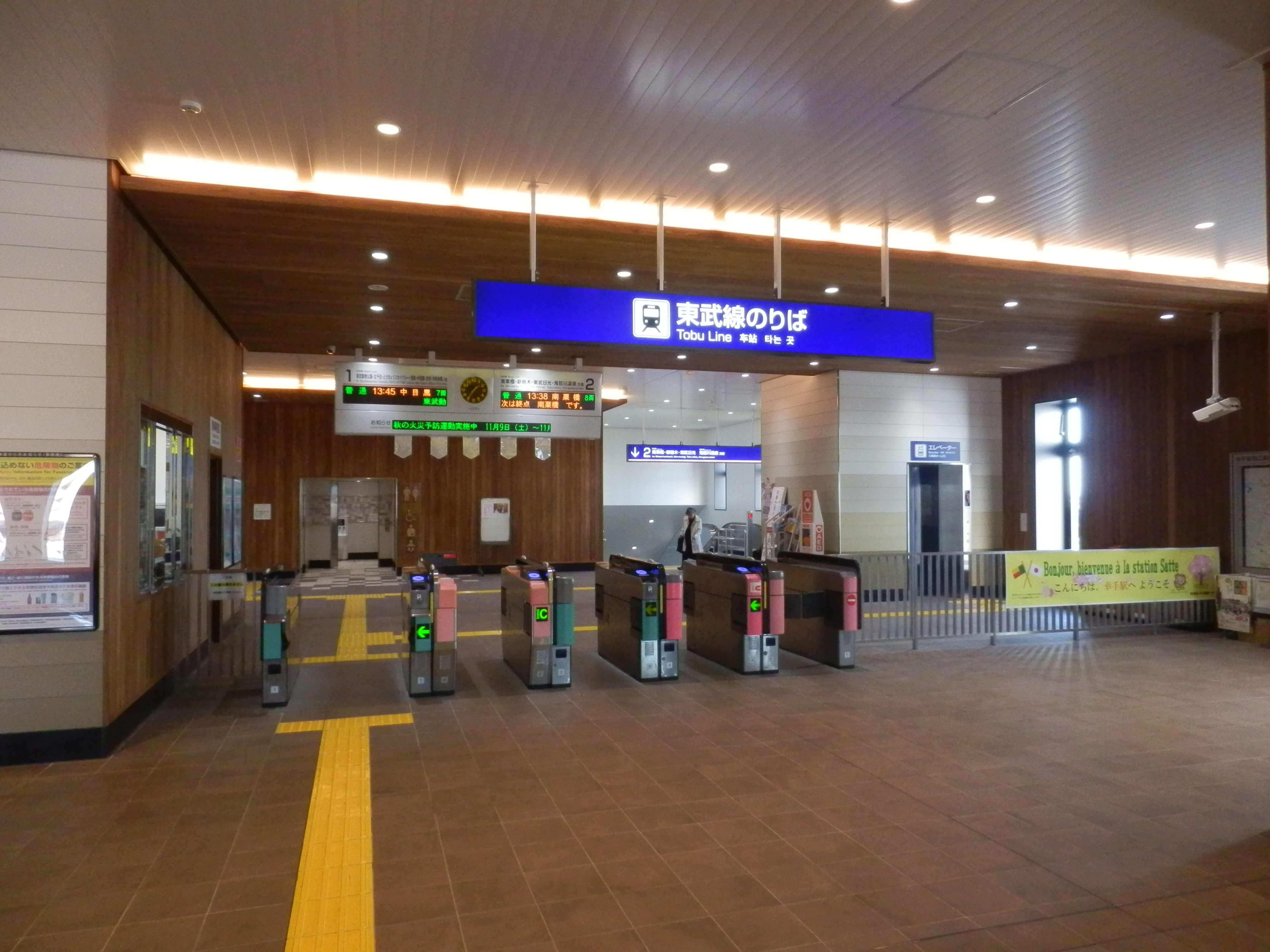
驗票口（2019年11月）

幸手站（日语：／ Satte eki */?）是位於日本埼玉縣幸手市大字中，屬於東武鐵道日光線的鐵路車站。車站編號是TN 02。

## 年表
- 1929年（昭和4年）4月1日 - 開業。
- 1986年（昭和61年）8月26日 - 杉戶高野台站、南栗橋站開業，廢除本站始發列車與待避線[1]。
- 2003年（平成15年）
  - 2月 - 東武store（日语：東武ストア）幸手店閉店[2]。
  - 3月19日 - 營團（現東京地下鐵）日比谷線、半藏門線、東急田園都市線直通列車開始停靠本站。
- 2006年（平成18年）
  - 3月18日 - 改點，之前的淺草站 - 南栗橋站、新栃木站準急的白天時段降格為淺草站 - 北千住站間的普通列車，等同廢止。往淺草站的列車班次大幅削減。白天時段往淺草站方向僅剩新設的野岩鐵道會津鬼怒川線、會津鐵道會津線直通區間快速，本站為停車站。東京地下鐵半藏門線、東急田園都市線直通列車的通勤準急更名為急行、區間準急更名為準急，直通列車班次增加。之前的準急更名為區間急行，班次減少。另外，淺草站起迄的區間準急也停靠本站[3]。
  - 3月20日 - 特急「霜降」283號（之後的285號）增停本站。
- 2007年（平成19年）
  - 1月23日 - 設置定期券發售型自動售票機。
  - 3月18日 - IC卡PASMO啟用。
  - 6月25日 - 設置特急券發售型自動售票機。
- 2008年（平成20年）
  - 2月26日 - 導入泊車轉乘。
  - 3月14日 - 東口站前站前廣場竣工。
  - 4月1日 - 幸手市內循環巴士開始停靠本站。
- 2009年（平成21年）
  - 3月18日 - LED式列車資訊顯示器啟用。
  - 3月23日 - 設置PASMO專用自動驗票機。
- 2010年（平成22年）11月30日 - 定期券、回數券售票處結束營業。
- 2011年（平成23年）
  - 3月8日 - 多功能廁所啟用。
  - 3月9日 - 電梯啟用。
  - 11月4日 - 導入發車音樂（與杉戶高野台站、南栗橋站同日啟用）。
- 2012年（平成24年）3月17日 - 導入車站編號TN 02。
- 2013年（平成25年）3月15日 - 區間快速的快速運行區間延伸至新大平下站，不停本站[4]。
- 2016年（平成28年）3月31日 - 幸手市內循環巴士結束營運。
- 2017年（平成29年）
  - 3月4日 - 配合跨站式站房工程，原站房停止使用。臨時站房啟用。
  - 4月1日 - 配合幸手櫻花祭，特急「華嚴」7號、特急「霧降」上行2班及下行1班、快速與區間快速上下行各2班臨時增停本站（同月2日、8日、9日同）[5]。
  - 4月20日 - 特急「霧降」285號廢除，不再有定期特急列車停靠本站。
  - 9月13日 - 設置IC卡儲值機取代自動精算機。
- 2018年（平成30年）3月31日 - 特急「華嚴」及特急「霧降」上下各1班臨時增停（4月1日、7日、8日同）[6]。
- 2019年（平成31年）
  - 2月18日 - 設置八種語言對應的自動售票機。
  - 3月16日 - 跨站式站房、東西自由通道及西口站前廣場竣工。
  - 3月17日 - 跨站式站房、東西自由通道及西口站前廣場啟用[7]。
  - 3月27日 - 月台上設置LED列車資訊顯示器。
  - 3月30日 - 特急「華嚴」及特急「霧降」部分列車臨時增停（同月31日、4月6日、7日同）[8]。
- 2020年（令和2年）
  - 3月28日 - 特急「華嚴」及特急「霧降」上下各1班臨時增停（同月29日、4月4日、5日同）[9]。
  - 5月1日 - 幸手站西口 - 久喜站東口間的路線巴士上路（運行業者：朝日自動車久喜營業所）[10][11]。

## 車站結構
本站是側式月台2面2線地面車站，並採用跨站式站房的設計。站內設有自動驗票閘門。定期券（新發行的通學定期券除外）可在自動售票機購入。

### 月台配置
| 月台 | 路線         | 目的地                                                                                           |
| ---- | ------------ | ------------------------------------------------------------------------------------------------ |
| 1    | 東武晴空塔線 | 東武動物公園、北千住、東京晴空塔、淺草、 日比谷線 中目黑 半藏門線 澀谷、 田園都市線 中央林間方向 |
| 2    | 日光線       | 南栗橋、新栃木、東武日光、 鬼怒川線 鬼怒川溫泉方向                                               |

- 上述路線名稱是旅客資訊上的名稱（「東武晴空塔線」為愛稱）。本站雖是日光線的中堅站，但除了特急列車以外，南栗橋站發出的列車大多數直通東武晴空塔線區間，因此上行淺草方向直接使用直通的目的地。

#### 附註
- 原先每天只有一班從南栗橋發往中目黑的日比谷線直通列車，但2013年（平成25年）3月16日改點後增加了直通列車班次。另一方面，2017年（平成29年）4月21日改點起，本站的下行列車統一以鄰站南栗橋為終點，往栗橋、新栃木方向的直通列車僅剩臨時列車。
- 2017年（平成29年）4月20日以前，平日淺草發往南栗橋的「霧降」285號停靠本站，但自4月21日起，特急除了幸手櫻花祭期間外，全列車不停本站。另外，該列車在春日部站以北上車時不需購入特急券。幸手櫻花祭期間，部分「華嚴」及「霧降」臨時增停本站。
- 南栗橋與杉戶高野台兩站開業以前，本站月台是2面3線的形態。1號線是上行本線，2、3號線為島式月台，2號線作為中線供本站折返列車及上下行列車特急待避使用，2號線對側的3號線是下行本線。有時也可見到下行快速臨停中線（2號線）（不開車門）等待特急從下行本線通過。另外，當時舊3號線西側有貨物用側線，平日早晨有從北春日部回送的並聯用8000系（日语：東武8000系電車）4輛編組列車在此解聯。當下行本線有本站終停列車要折返時，會轉線進入上行本線或中線，然後改成上行始發列車載客。

## 使用情況
2018年度一日平均上下車人次為13,717人。是日光線中間站的第1位。受到少子高齡化與都心回歸等的影響，1990年代後半起開始減少。
近年一日平均上下、上車人次的推移如下表。
| 年度               | 一日平均 上下車人次 | 一日平均 上車人次 |
| ------------------ | ------------------- | ----------------- |
| 1998年（平成10年） | 18,644              |                   |
| 1999年（平成11年） | 18,025              |                   |
| 2000年（平成12年） | 17,627              | 8,854             |
| 2001年（平成13年） | 17,215              |                   |
| 2002年（平成14年） | 16,568              |                   |
| 2003年（平成15年） | 15,927              |                   |
| 2004年（平成16年） | 15,450              |                   |
| 2005年（平成17年） | 15,247              | 7,578             |
| 2006年（平成18年） | 15,000              |                   |
| 2007年（平成19年） | 14,824              |                   |
| 2008年（平成20年） | 14,875              |                   |
| 2009年（平成21年） | 14,732              |                   |
| 2010年（平成22年） | 14,461              | 7,233             |
| 2011年（平成23年） | 14,299              |                   |
| 2012年（平成24年） | 14,438              |                   |
| 2013年（平成25年） | 14,674              |                   |
| 2014年（平成26年） | 14,553              |                   |
| 2015年（平成27年） | 14,448              |                   |
| 2016年（平成28年） | 14,082              |                   |
| 2017年（平成29年） | 14,003              |                   |
| 2018年（平成30年） | 13,717              |                   |

## 車站周邊

### 東口
- 埼玉縣警察（日语：埼玉県警察）幸手警察署（日语：幸手警察署）幸手站前交番
- 幸手保健所
- 幸手市役所
- 幸手郵便局（日语：幸手郵便局）
- 幸手中郵便局
- 幸宮神社（日语：幸宮神社 (幸手市)）
- 埼玉里索那銀行幸手支店
- 武藏野銀行幸手支店
- 栃木銀行（日语：栃木銀行）幸手支店
- 埼玉縣信用金庫（日语：埼玉縣信用金庫）幸手支店
- 日本保健醫療大學（日语：日本保健医療大学）幸手北校區
- 埼玉縣立幸手櫻高等學校（日语：埼玉県立幸手桜高等学校）
- 幸手市立幸手中學校
- 極樂湯（日语：極楽湯）幸手店
- M's town幸手（日语：エムズタウン幸手）
- 幸手北MALL
  - Belc（日语：ベルク (企業)）幸手北店
  - 松本清幸手北店
  - 思夢樂（日语：しまむら）幸手北店
  - Avail幸手北店
  - 摩斯漢堡Belc幸手北店
- K's Denki（日语：ケーズホールディングス）幸手店
- JOYFUL本田（日语：ジョイフル本田）幸手店（杉戸高野台駅とのほぼ中間）
- 岸本家住宅主屋（國家登錄有形文化財[15]）- 2011年起以咖啡廳的形式營業[16]

### 西口
- 西口臨時自行車停車場（免費）[17]
- 牛村醫院 - 蘭學者秋間祐輔魯齊於江戶時代中期開設的醫院，現已經營超過200年以上[18]
- 東武丸山醫院
- CREATE SD幸手中店
- Belc幸手南店
- 川口信用金庫（日语：川口信用金庫）久喜支店
- 東和銀行（日语：東和銀行）久喜青葉支店
- 天使公園

## 可用巴士路線

### 東口
| 乘車處 | 乘車處 | 系統                                       | 主要行經地         | 目的地       | 運行業者   | 管轄       | 備註 | 來源   |
| ------ | ------ | ------------------------------------------ | ------------------ | ------------ | ---------- | ---------- | ---- | ------ |
| 幸手站 |        | ST01                                       | 東武團地、幸手團地 | 杉戶高野台站 | 朝日自動車 | 久喜營業所 |      | [ 19 ] |
| 幸手站 | ST02   | 日本保健醫療大學北校區、東武團地、幸手團地 | 僅平日             | 杉戶高野台站 | 朝日自動車 | 久喜營業所 |      | [ 19 ] |
| 幸手站 | ST03   | 東武團地、日本保健醫療大學南校區、幸手團地 | 僅平日             | 杉戶高野台站 | 朝日自動車 | 久喜營業所 |      | [ 19 ] |
| 幸手站 |        | ST21                                       | 權現堂、辰堂       | 五霞町役場前 | 朝日自動車 | 境營業所   |      | [ 20 ] |
| 幸手站 | ST22   | 權現堂                                     | 辰堂               | 僅平日       | 朝日自動車 | 境營業所   |      | [ 20 ] |

除了上述路線以外，還有2008年（平成20年）4月1日至2016年]]（平成28年）3月31日的幸手市內循環巴士、以及2011年（平成23年）11月30日以前的中田觀光巴士可搭乘。

### 西口
2020年（令和2年）5月1日起開設往青葉團地中央、久喜站東口方向的路線巴士。
| 乘車處     | 乘車處 | 系統 | 主要行經地                 | 目的地     | 運行業者   | 管轄       | 備註 | 來源   |
| ---------- | ------ | ---- | -------------------------- | ---------- | ---------- | ---------- | ---- | ------ |
| 幸手站西口 |        | KU16 | 朝日巴士車庫、青葉團地中央 | 久喜站東口 | 朝日自動車 | 久喜營業所 |      | [ 22 ] |

## 其他
- 東口旁有「東武鐵道日光線開通紀念碑」。
- 東西自由通道設有階梯藝術[23]。

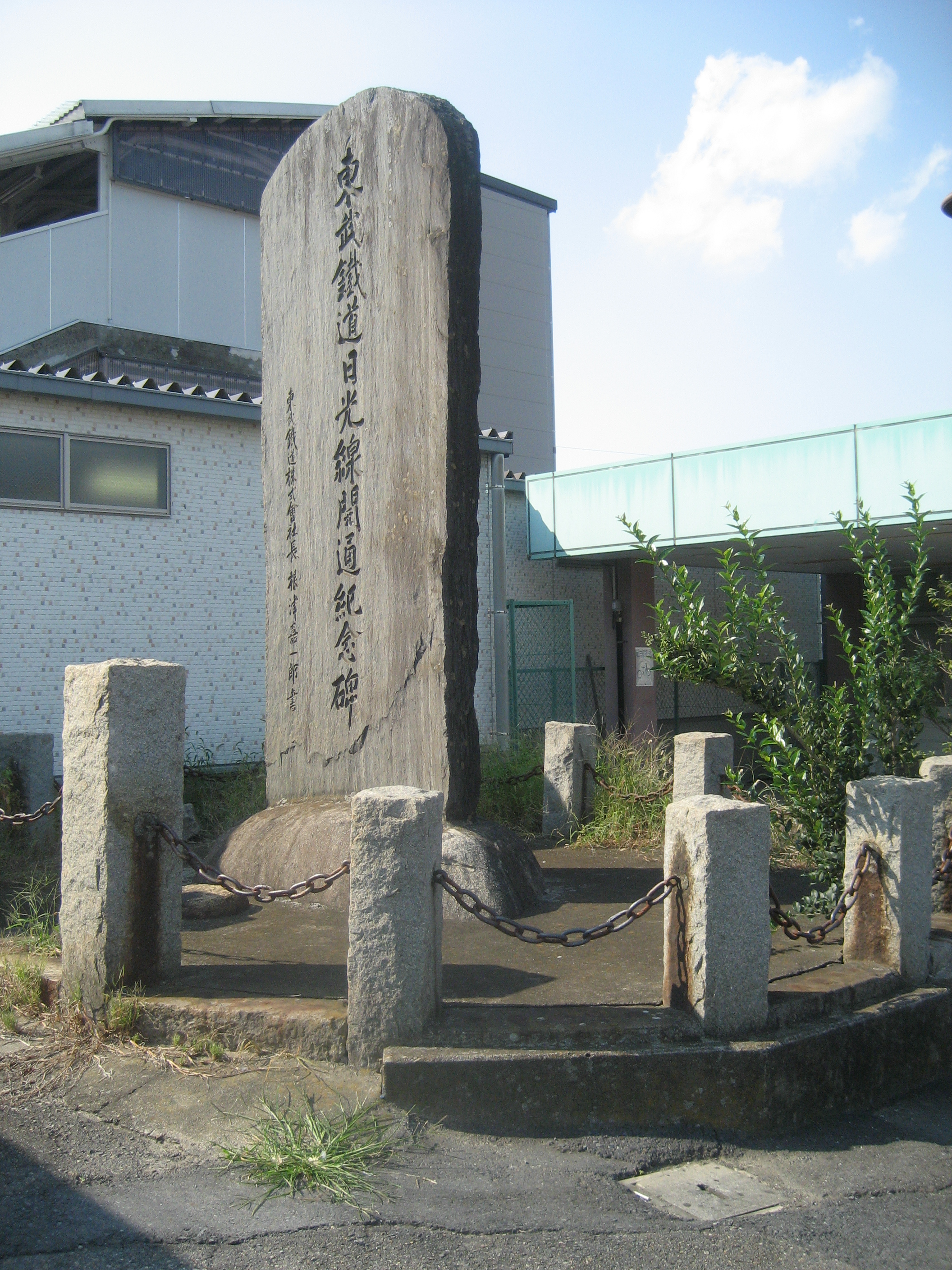
東武鐵道日光線開通紀念碑

- 本站實施泊車轉乘，使用IC卡出入站與後感應停車費精算機可享有優惠[24]。
- 幸手城（日语：幸手城）大致上就在現在幸手站的位置，但未留下任何遺跡。

## 相鄰車站
東武鐵道
 日光線（  直通東武晴空塔線）
■急行、■區間急行、■準急、■區間準急、■普通
杉戶高野台（TN 01）－幸手（TN 02）－南栗橋（TN 03）
- 南栗橋站開業以前，本站 - 栗橋站站距達8.1公里，是東武鐵道營業里程最長的區間（2020年現在最長的站距是藤岡站 - 靜和站的7.8km） 。

## 外部連結
- 幸手（車站資訊） - 東武鐵道